# Hidròxid de sodi
L'hidròxid de sodi conegut com a sosa càustica, és un compost inorgànic, un hidròxid, constituït per cations sodi {\displaystyle {\ce {Na+}}}i anions hidròxid {\displaystyle {\ce {OH-}}}enllaçats mitjançant enllaç iònic. Té propietats de base forta i, quan reacciona amb els àcids els neutralitza. És molt soluble en aigua, essent el procés de dissolució molt exotèrmic. La indústria l'empra en grans quantitats en la fabricació de paper, teixits i detergents.

## Història

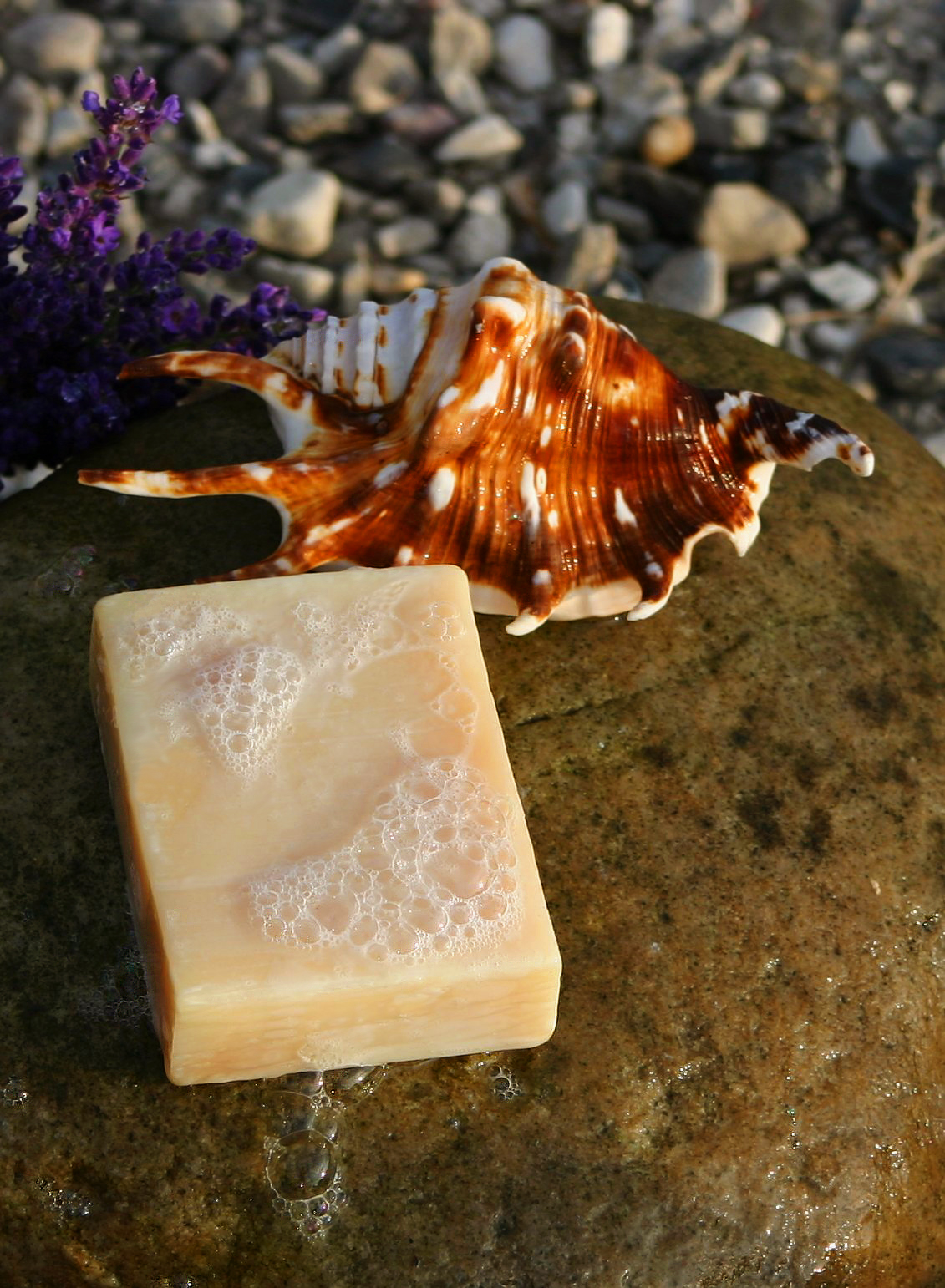
Sabó

Hi ha documents que indiquen que l'hidròxid de sodi ja es coneixia durant l'edat mitjana. A la península Aràbiga l'empraven per a produir sabó dur, que servia per a la higiene personal. El procediment emprat era fer reaccionar natró, un mineral constituït per carbonat de sodi decahidratat {\displaystyle {\ce {Na2CO3*10H2O}}} que s'obtenia de dipòsits naturals, amb calç apagada, hidròxid de calci {\displaystyle {\ce {Ca(OH)2}}}obtinguda mesclant calç, òxid de calci {\displaystyle {\ce {CaO}}}, amb aigua. L'òxid de calci s'obtenia als forns de calç per descomposició tèrmica de la pedra calcària formades per carbonat de calci {\displaystyle {\ce {CaCO3}}}. L'obtenció d'hidròxid de sodi seguia aquesta reacció:
{\displaystyle {\ce {Na2CO3 + Ca(OH)2 -> 2NaOH + CaCO3}}}
En el segle xix se n'inicià la producció a partir del carbonat de sodi obtingut industrialment mitjançant el procés Leblanc primer i després amb el procés Solvay.

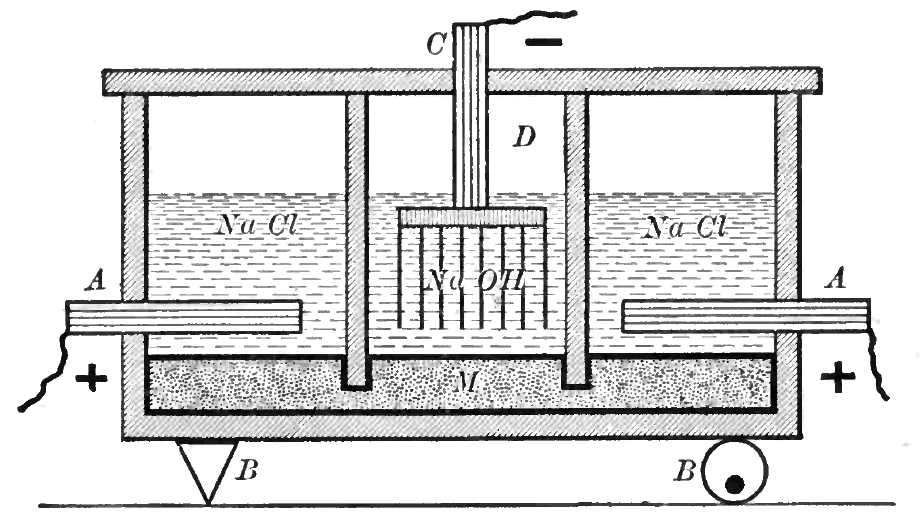
Cèl·lula de mercuri

El 1851 l'anglès Charles Watt aconseguí una patent per a produir hidròxid de sodi per electròlisi de salmorra segons la reacció:
{\displaystyle {\ce {2NaCl + 2H2O -> 2NaOH + Cl2 + H2}}}
El seu procés no fou un mètode econòmicament factible per produir hidròxid de sodi perquè no pogué evitar que el clor {\displaystyle {\ce {Cl2}}} que es formava reaccionés amb els altres components. L'estatunidenc Hamilton Castner (1858-1899) resolgué el problema de barreja amb la invenció de la cel·la de mercuri i se li concedí una patent dels Estats Units el 1892. El químic austríac, Karl Kellner (1851-1905), arribà a una solució similar aproximadament al mateix temps. Per evitar una batalla legal s'associaren el 1895, fundant la companyia Castner-Kellner Alkali, que construí plantes que utilitzaven el procés a tot Europa. Aquest procés, conegut com a procés Castner-Keller o procés de la cel·la de mercuri, segueix en ús avui dia juntament amb d'altres mètodes d'electròlisi, modificacions d'aquell.

## Propietats

### Propietats físiques
L'hidròxid de sodi és un sòlid blanc que cristal·litza en el sistema ortoròmbic. La seva densitat val 2,13 g/cm³ a 25 °C, el seu punt de fusió és de 318,4 °C i el d'ebullició 1390 °C. No es descompon amb la calor. És higroscòpic i molt soluble en aigua i la seva solubilitat augmenta amb la temperatura (en 100 g d'aigua: 51,5 g d'{\displaystyle {\ce {NaOH}}} a 10 °C; 109 g a 20 °C; 129 g a 40 °C; 174 g a 60 °C; 313 g a 80 °C). També és soluble en etanol (1 g en 7,2 ml d'etanol) i en metanol (1 g en 4,2 ml de metanol).
Les dissolucions d’hidròxid de sodi presenten una viscositat característica, 78 mPa·s, molt superior a la de l’aigua (1,0 mPa·s) i propera a la de l'oli d’oliva (85 mPa·s) a temperatura ambient. La seva viscositat, com la de qualsevol producte químic, està inversament relacionada amb la seva temperatura; és a dir, que la viscositat disminueix a mesura que augmenta la temperatura i viceversa.
Forma un bon grapat d'hidrats estables dintre intervals petits de temperatura: {\displaystyle {\ce {NaOH*7H2O}}} (–28 °C a –25 °C); {\displaystyle {\ce {NaOH*5H2O}}} (–25 °C a –17,7 °C); {\displaystyle {\ce {NaOH*4H2O}}} forma α (–17,7 °C a 5,4 °C); {\displaystyle {\ce {NaOH*3,5H2O}}} (5,4 °C a 15,38 °C); {\displaystyle {\ce {NaOH*2H2O}}} (5 °C a 12,3 °C) i {\displaystyle {\ce {NaOH*H2O}}} (12,3 °C a 65,1 °C). També n'hi ha dos metaestables: {\displaystyle {\ce {NaOH*4H2O}}} forma β i {\displaystyle {\ce {NaOH*3H2O}}}. Només dos tenen un punt de fusió estable: {\displaystyle {\ce {NaOH*H2O}}} (65,1 °C) i {\displaystyle {\ce {NaOH*3,5H2O}}} (15,38 °C).

### Propietats químiques

#### Reaccions àcid-base
La propietat química més destacada n'és la naturalesa de base forta de Brønsted. Quan es dissol dins d'aigua es dissocia completament donant anions hidròxid i pH bàsic molt alt. El pH d'una dissolució del 0,05% en massa és aproximadament 12; si la dissolució és del 0,5% val 13; i si és del 5% ja adquireix el valor màxim de 14. El procés és:
{\displaystyle {\ce {NaOH ->[H_2O] Na+(aq) + OH^{-}(aq)}}}
Reacciona ràpidament i completament amb els àcids inorgànics i orgànics, neutralitzant-los i donant sals i aigua. Per exemple amb l'àcid sulfúric {\displaystyle {\ce {H2SO4}}} la reacció dona sulfat de sodi {\displaystyle {\ce {Na2SO4}}} i aigua; amb l'àcid acètic {\displaystyle {\ce {CH3COOH}}} dona acetat de sodi {\displaystyle {\ce {CH3COONa}}} i aigua:
{\displaystyle {\ce {H2SO4 + 2NaOH -> Na2SO4 + H2O}}}{\displaystyle {\ce {CH3COOH + NaOH -> CH3COONa + H2O}}}
En contacte amb òxids de no-metalls com ara el diòxid de sofre {\displaystyle {\ce {SO2}}} o el diòxid de carboni {\displaystyle {\ce {CO2}}}, reacciona amb ells formant oxosals i aigua. Així en contacte amb l'aire reacciona ràpidament amb el diòxid de carboni que conté formant carbonat de sodi {\displaystyle {\ce {Na2CO3}}}:
{\displaystyle {\ce {2NaOH + CO2 -> Na2CO3 + H2O}}}

#### Reaccions redox
L’hidròxid de sodi reacciona bé tant amb metalls amfòters (zinc, alumini, estany, titani) com amb no-metalls (halògens, sofre i fòsfor). En la interacció de l’hidròxid de sodi amb l’alumini, es formen tetrahidroxoaluminat de sodi i hidrogen; amb el zinc tetrahidroxozincat de sodi i hidrogen:
{\displaystyle {\ce {2Al + 2NaOH + 6H2O -> 2Na[Al(OH)4] + 3H2}}}{\displaystyle {\ce {Zn + 2 NaOH -> H2 + Na2[Zn(OH)4]}}}
En la interacció de l’hidròxid de sodi amb els no-metalls sofre, fòsfor i halògens, es produeix una reacció de desproporció, per exemple amb el clor calent, amb el fòsfor i amb el sofre aquests elements s'oxiden i es redueixen donant dos productes en la mateixa reacció. El clor amb l'hidròxid de sodi dona clorat de sodi {\displaystyle {\ce {NaClO3}}} i clorur de sodi {\displaystyle {\ce {NaCl}}}; amb el fòsfor es forma dihidrogenfosfit de sodi {\displaystyle {\ce {NaH2PO2}}} i trihidrur de fòsfor {\displaystyle {\ce {PH3}}}; i amb el sofre dona sulfit de sodi {\displaystyle {\ce {Na2SO3}}} i sulfur de sodi {\displaystyle {\ce {Na2S}}} :
{\displaystyle {\ce {3Cl2 + 6NaOH ->[T] NaClO3 + 5NaCl + 3H2O}}}{\displaystyle {\ce {4P + 3NaOH + 3H2O -> 3NaH2PO2 + PH3}}}{\displaystyle {\ce {3S + 6NaOH -> Na2SO3 + 2Na2S +H2O}}}

#### Saponificació

Saponificació d'un triglicèrid

Quan l'hidròxid de sodi entra en contacte amb els greixos es produeix una reacció de saponificació irreversible, un procés utilitzat en la fabricació de xampús, sabó i altres productes. Els greixos són èsters d'àcid grassos i l'anió hidròxid els hidrolitza donat les sals dels àcids grassos i alcohols.

## Obtenció industrial
Cada any se'n produeixen 70 milions de tones a tot el món, de les quals 11,8 les produeixen als EUA i 10,7 milions a la Comunitat Europea (2018). Hi ha tres mètodes emprats en l'actualitat que també produeixen clor.

### Cel·les de membrana

Procés de membrana

A la indústria s'obté actualment per electròlisi d'una dissolució de clorur de sodi (salmorra) en una cel·la electrolítica que separa la part de l'ànode de la del càtode mitjançant una membrana. Els ànodes són de titani recoberts de diòxid de ruteni {\displaystyle {\ce {RuO2}}}i els ànodes de níquel, sovint recoberts per reduir el consum elèctric. En passar-hi el corrent elèctric el clorur {\displaystyle {\ce {Cl-}}}s'oxida a l'ànode i forma clor {\displaystyle {\ce {Cl2}}}, que es desprèn, segons la semireacció:{\displaystyle {\ce {2Cl- -> Cl2 + 2e-}}}
En el càtode s'allibera hidrogen {\displaystyle {\ce {H2}}} per reducció dels cations oxoni {\displaystyle {\ce {H3O+}}} que provenen de l'autoprotòlisi de l'aigua en cations oxoni i anions hidròxid {\displaystyle {\ce {OH-}}}:
{\displaystyle {\ce {2H2O <=> H3O+ + OH-}}}{\displaystyle {\ce {2H3O+ + 2e- -> H2 + 2H2O}}}
L'electròlisi elimina cations oxoni i fa que l'autoprotòlisi de l'aigua doni més hidròxids. La membrana que separa els dos compartiments evita que es mesclin i reaccionin l'hidrogen amb el clor, però és permeable només als cations; permet el pas de cations sodi {\displaystyle {\ce {Na+}}} però no d'anions clorur {\displaystyle {\ce {Cl-}}} ni hidròxid {\displaystyle {\ce {OH-}}}. Els ions de sodi passen de forma hidratada {\displaystyle {\ce {[Na.xH2O]+}}}per la qual cosa es transfereix una mica d'aigua, però la membrana és impermeable a les molècules lliures d'aigua. Els cations sodi passen del compartiment de l'ànode al del càtode, on s'han format els anions hidròxid, per mantenir l'electroneutralitat. D'aquesta manera es forma una dissolució d'hidròxid de sodi que s'extreu juntament amb clorur de sodi. Aquest s'elimina posteriorment en concentrar per evaporació la dissolució i precipitar al fons del recipient. S'obté com una solució pura del 30% en massa, que normalment es concentra per evaporació fins a una solució del 50% en massa amb vapor a pressió.

### Cel·les de mercuri

Cel·la de mercuri

Aquestes cel·les tenen el càtode de mercuri i els ànodes són una sèrie de plaques de titani recobertes amb una capa d’òxid de metall preciós i posicionades a uns 2 mm del càtode. Les cèl·lules solen funcionar en sèries aproximadament de 100. A l'ànode es forma el clor per oxidació dels anions clorur {\displaystyle {\ce {Cl-}}} i al càtode de mercuri es forma una amalgama amb àtoms de sodi en una concentració del 0,3% en massa, reduïts dels cations sodi {\displaystyle {\ce {Na+}}}:
{\displaystyle {\ce {2Cl- -> Cl2 + 2e-}}}{\displaystyle {\ce {2Na+ + 2e- -> 2Na}}}
L'amalgama es transporta per gravetat o mitjançant bombes a unes altres cel·les on es descompon en contacte amb l'aigua, formant-se hidrogen i hidròxid de sodi, catalitzat el procés per ferro o grafit porós.
{\displaystyle {\ce {2Na + 2H2O -> 2NaOH + H2}}}
La sosa càustica es produeix amb aquest mètode com una solució pura al 50% en massa, que és la concentració més venuda al mercat mundial. Algunes es concentren per evaporació fins al 75% i després s'escalfen a 750-850 K per obtenir hidròxid de sodi sòlid.

### Cel·les de diafragma
A la cèl·lula de diafragma, els ànodes estan recoberts de titani amb un òxid de metall preciós i els càtodes són d'acer. Hi ha un diafragma porós d'amiant per separar el clor i l’hidrogen que s'alliberen durant l'electròlisi. Els ions hidròxid formats al compartiment del càtode, juntament amb els ions de sodi, produeixen una solució d’hidròxid de sodi. El nivell d’electròlits es manté més elevat al compartiment de l’ànode de manera que la salmorra es perfila a través del diafragma cap a la secció del càtode des d’on surt de la cèl·lula amb la solució d’hidròxid de sodi. El clor format als ànodes s'eleva i es condueix.
La solució catòdica conté aproximadament un 10-12% en massa d'hidròxid de sodi i un 15% en massa de clorur de sodi. Aquesta s'evapora fins a una cinquena part del seu volum original quan el clorur de sodi molt menys soluble cristal·litza per deixar una solució que conté un 50% en massa d’hidròxid de sodi i menys d’un 1% en massa de clorur de sodi.

## Usos
La producció mundial es dedica un 36% en la síntesi de composts orgànics, un 28% en la preparació de composts inorgànics, un 22% en la producció de paper, un 10% en la fabricació de tensioactius, un 3% en la purificació de la bauxita per obtenir alumini i un 1% en la indústria tèxtil.

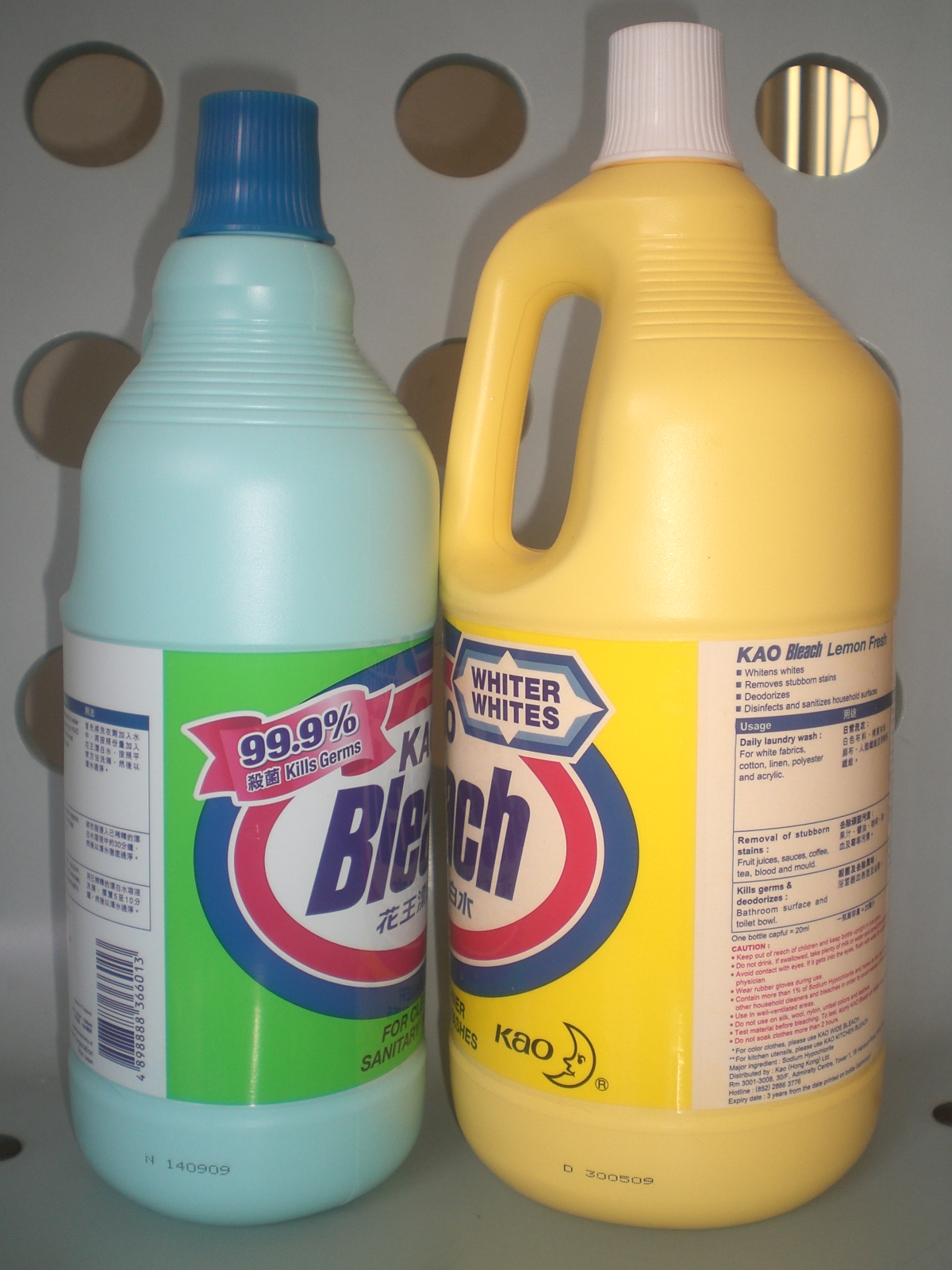
Recipients de lleixiu domèstic

L’hidròxid de sodi s'utilitza per eliminar gasos i àcids abans d’emetre’ls al medi obert per les xemeneies de les indústries o de les centrals tèrmiques que produeixen electricitat per combustió de carbó o derivats del petroli i evitar així la pluja àcida. Per exemple, els gasos emesos de combustibles fòssils que contenen quantitats considerables de diòxid de sofre {\displaystyle {\ce {SO2}}}. Hi ha moltes maneres d’atrapar el diòxid de sofre, una que s'utilitza àmpliament consisteix a fer passar els gasos amb una solució d’hidròxids de sodi i calci.
Un altre ús important de l’hidròxid de sodi és en la fabricació de paper a partir de la fusta. En el procés més utilitzat, el procés Kraft, la fusta es tracta amb una solució que conté una barreja de sulfur de sodi {\displaystyle {\ce {Na2S}}} i hidròxid de sodi. La major part del material no desitjat de la fusta, com les lignines, es dissolen en aquesta barreja, deixant la cel·lulosa relativament pura que es filtra. És aquesta cel·lulosa la que després d'una purificació posterior forma la base del paper.
Altres usos inclouen la producció de tensioactius, sabons i lleixiu, aquest últim produint-se normalment passant clor gas a temperatura ambient dins d'una dissolució d’hidròxid de sodi, que genera una dissolució que conté hipoclorit de sodi {\displaystyle {\ce {NaClO}}}:
{\displaystyle {\ce {2NaOH + Cl2 -> NaClO + NaCl + H2O}}}
Reacciona amb els teixits orgànics saponificant les membranes cel·lulars i dissolvent les proteïnes, per la qual cosa les dissolucions d'hidròxid de sodi s'empren per eliminar les obstruccions de les canonades de piques de neteja de les cuines i dels sanitaris produïdes per residus orgànics.

## Perills

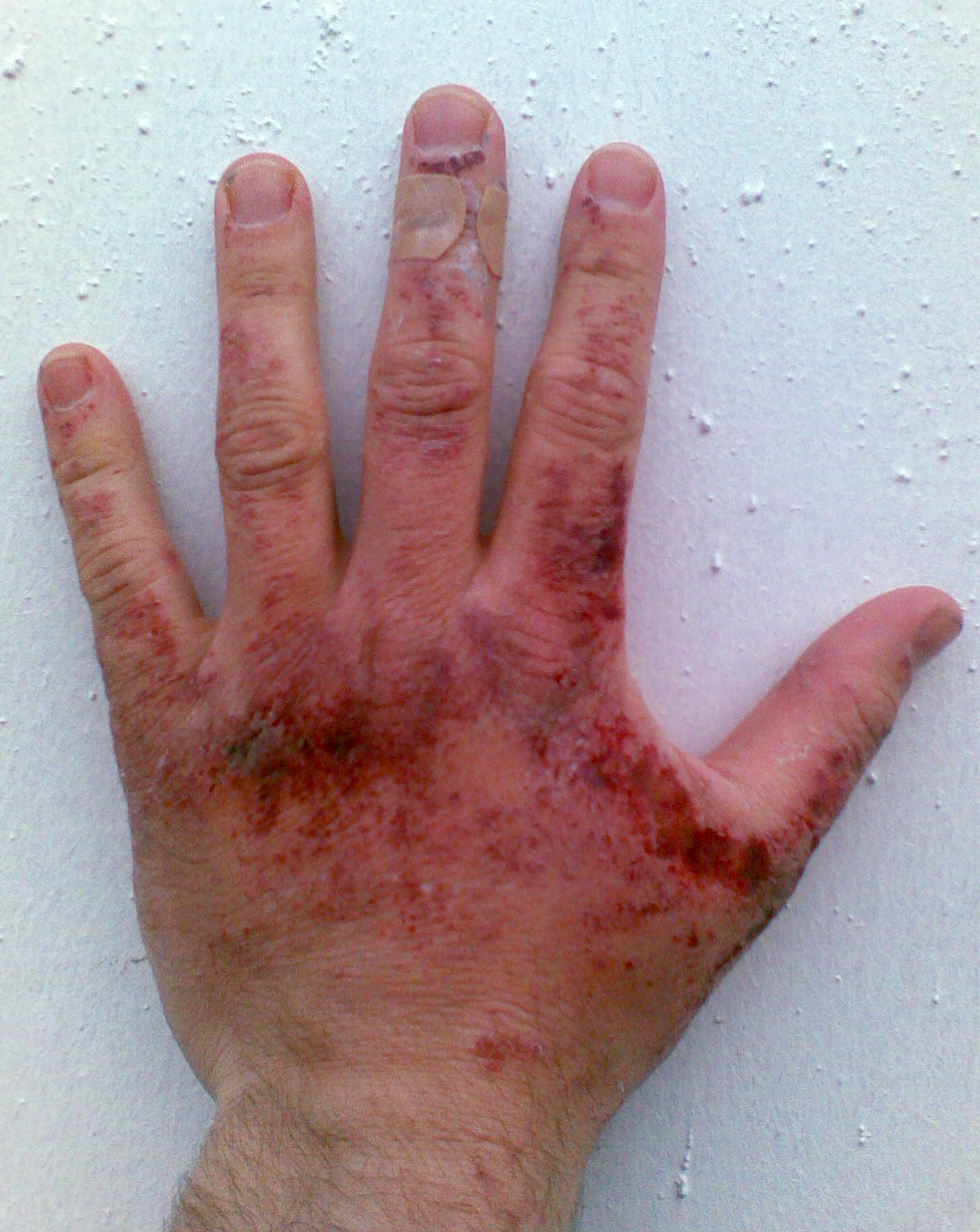
Cremades produïdes pel contacte amb una dissolució d'hidròxid de sodi

L'hidròxid de sodi s'utilitza ocasionalment en aplicacions domèstiques, però és altament corrosiu i té un alt risc de produir cremades químiques, danys permanents o cicatrius, i ceguesa, a causa de la seva alta reactivitat química. Per tant, sempre que es manipuli al laboratori o a casa cal posar-se ulleres de seguretat. Quan l'hidròxid de sodi reacciona amb l'aigua, en calent pot arribar a produir foc.
En contacte amb la pell, l’hidròxid de sodi provoca una necrosi de liquació amb la saponificació del líquid membranes cel·lulars i la dissolució de les proteïnes del teixit. Les lesions es caracteritzen per una coloració marró i un aspecte gelatinós. Està associat al dolor, la precocitat i la intensitat de les quals depenen de la concentració i del temps de contacte. Les lesions cutànies poden ser terebrants (penetració lenta i propagació a les capes profundes de la pell).
En contacte amb l’hidròxid de sodi, la còrnia perd ràpidament la seva transparència. Com passa a la pell, el ions {\displaystyle {\ce {OH-}}} saponifiquen els àcids grassos de les membranes i, per tant, provoca immediatament la mort de cèl·lules epitelials corneals. La continuació de la propagació corrosiva a través de l'estroma de la còrnia i fins a la cambra anterior de l’ull pot provocar una opacificació del cristal·lí i, en els casos més greus, fins a la destrucció completa del globus ocular.